# Gérard du cinéma
«Кинопремия Жерар» (фр. Gérard du cinéma) — сатирическая кинопремия, которая вознаграждает худший фильм и худших актёров французского кино. Пародирует церемонию наград            «Сезар». Как правило, вручается за один-два дня до начала Каннского кинофестиваля или премии «Сезар». Призы  представляют собой   позолоченный бетонный блок. Первое вручение наград состоялось 23 февраля 2006 года в ночном клубе «Le Baron» в Париже. Церемония транслировалась с 2008 года на канале Paris Première (в прямом эфире с 2009 года).  В разные годы номинантами и лауреатами кинопремии становились Жан Рено, Жюдит Годреш, Ален Делон, Люк Бессон, Ариэль Домбаль, Джонни Холлидей, Жан-Пьер Кастальди, Кароль Буке, Жюли Депардье, Франк Дюбоск, Катрин Денёв, Изабель Аджани, Милен Демонжо, Изабель Юппер, Джей Биркин, Рафаэль и другие звёзды кинематографа. Последний раз церемония прошла в 2012 году. 

## История

### Основатель
Создателем и основным ведущим кинопремии Жерар, также как и телевизионной премии Жерар, является журналист Фредерик Руайе (фр. Frédéric Royer) . Концепцию Жерара он разработал по аналогии с американской «Золотой малиной». 
Фредерик Руайе привлекал за эти годы многих людей для проведения, создания или подготовки церемонии, как например: Стефан Роз (фр. Stéphane Rose) с 2006 года, Арно Деманш (фр. Arnaud Demanche) с 2006 по 2012 годы, Жюльетта Арно (фр. Juliette Arnaud) с 2013 года, Давид Кубби (фр. David Koubbi) с 2007 года, Александр Песль (фр. Alexandre Pesle), с 2007 по 2009 годы. Big Gérard’s Band, состоящий из Бенжамена Фо (фр. Benjamin Fau), Маню Шеаба (фр. Manu Chehab) и Николя Монарда (фр. Nicolas Monhardt), в первые годы был музыкальной группой, сопровождающей ведущих на сцене. Её члены, а также Людорис Муанга (фр. Ludoris Mouanga), Эмили Артапинье (фр. Emilie Arthapignet) и Анна Буйон (фр. Anne Bouillon) затем стали статистами в сценках.

### Происхождение названия
Имя «Жерар» был выбрано Фредериком Руайе по причине его созвучия с «Сезаром», а также потому, что это распространённое имя в мире французского кино, а именно: Жерар Депардьё, Жерар Ури, Жерар Ланвен, Жерар Жюньо, Жерар Филип, Жерар Дармон, Жерар Мордийа (фр. Gérard Mordillat), Жерар Кравчик, Жерар Пирес, Жерар Корбьа (фр. Gérard Corbia), Жерар Журдюйи (фр. Gérard Jourd'hui) и Жерар Ринальди (фр. Gérard Rinaldi).
Номинанты называются «лавроносцами» (фр. lauréables, буквально — наделяемые лаврами).

## Церемонии
2006 : 1-я церемония награждения проходила 23 февраля 2006 года в ночном клубе «Le Baron» в Париже
2007 : 2-я церемония награждения проходила 22 февраля 2007 года в клубе         «Réservoir» в Париже
2008 : 3-я церемония награждения проходила 13 мая 2008 года (накануне открытия Каннского фестиваля) в парижском кинотеатре «Le Club Marbeuf» и передавалась по каналу Paris Première 23 мая
2009 : 4-я церемония награждения проходила 12 мая 2009 года в «Le Club Marbeuf» (и в прямом эфире по каналу Paris Première)
2010 : 5-я церемония награждения проходила 10 мая 2010 года в театре Мишель (фр. Théâtre Michel) (и в прямом эфире по каналу Paris Première)
2011 : 6-я церемония награждения проходила 21 февраля 2011 года в театре Мишель (и в прямом эфире по каналу Paris Première)
2012 : 7-я церемония награждения проходила 14 мая 2012 года в театре Мишель (и в прямом эфире по каналу Paris Première)
В 2012 году сатирик Арно Деманш (Arnaud Demanche) объявил о своём уходе из Жерара, объяснив это «отсутствием перспектив» у мероприятия и своей собственной нехваткой времени.
Больше никаких церемоний «кинопремии Жерар» не происходило.

## Эволюция и значение приза
Созданная в 2006 году церемония была первоначально (2006 и 2007 годы)  откровенной пародией на принципы церемоний типа «Сезара» с противоположными категориями (худший актёр, худшая актриса, худший фильм и т.  д.). С 2008 года все категории приобретают оригинальные названия, часто комичные, уникальные, довольно длинные и подчёркнуто шутливые.
Аналогично «Золотой малине», которой они были вдохновлены, призы присуждаемые по случаю «кинопремии Жерар», могут быть предметом дискуссии. В самом деле, понятие плохого фильма или актёра довольно неоднозначно и многолико. В общем, оно отражает субъективное суждение, но относительно близкое к практике кинокритики и с добавлением сатирического и пикантного оттенка, как например в следующих категориях:
Фильмы или исполнение, качество которых не на высоте рекламной кампании или престижа человека (режиссёра, актёра) :
- Жерар актёру который, как мы надеемся, никогда в жизни не получит первую роль, видя как он справляется со вторыми (2010)
- Жерар режиссёру, который продолжает безнаказанно снимать фильмы, несмотря на уже изрядное превышение л.с. (2010)
- Жерар режиссёру или актёру, который говорит о своём фильме так, как будто это новый Феллини, в то время как даже ты делаешь лучше с твоей Nokia и с тремя бухими приятелями (2009)
- Жерар актёру, которому уж лучше было бы продолжить в скетчкоме (2008)

Явные случаи эксплуатирования (успеха, моды, социального явления, социальной группы и т. д.):
- Жерар халяльному фильму (2012)
- Жерар французскому фильму, выпущенному под англоязычным названием, ибо его можно, по недоразумению, принять за американский (2011)
- Жерар Мадам Великой актрисе, которая опускается до  быдловской комедии, чтобы отойти от её образа почтенной буржуа, застрявшего в заднице (2010)
- Жерар фильму, который, когда ты собираешься его посмотреть, в кинозале, создаёт тебе впечатление, будто ты находишься субботним вечером в вагоне RER D, следующем на Вилье-ле-Бель (2010)
- Жерар лентяю — настолько невозмутимому дураку, что переделывает один из своих старых скетчей в полуторачасовой фильм (2009)

Изменения, сочтённые печальными для карьеры актёра или режиссёра :
- Жерар культовому актёру, который снимался в хороших фильмах. А потом, в один прекрасный день, явно, задолбался (2012)
- Жерар актёру, который, прежде, заставлял нас здорово смеяться и который, теперь, нас здорово задолбал (2011)
- Жерар режиссёру, который постоянно снимает один и тот же фильм, но с каждым разом всё хуже (2009)

Однако, другие, более спорные категории, складываются между плохим вкусом, мелкой издёвкой, мачизмом и неуважением, например:
Внешний вид актрис и грубые замечания об их сексапильности :
- Жерар фильму, который ты смотришь в предвкушении лолит, которые милуются и кладут пальцы на свои бритые абрикосики, но, на деле, облом (2012)
- Жерар тощей заднице (2011)
- Жерар толстой заднице (2011)
- Жерар фильму с маленькими собачками или с большими сучками (2010)
- Жерар актрисе не слишком одарённой, но которой не плохо бы вставить, не так ли, парни? (2009)
- Жерар актрисе, которую журналисты упорно называют «мадемуазель», тогда как на лицо она скорее «бабушка»  (2008)

Проблемы карьеры у некоторых актёров :
- Жерар члену дуэта, который ему как заноза в заднице (2012)
- Жерар самому плохому животному в роли животного (2008)
- Жерар алиментарному компромиссу (2008)

Фамилия, иностранное происхождение:
- * Жерар актёру, с африканским именем (2012)
- * Жерар актёру с фамилией от названия болезни (2010)
- * Жерар актёру, который приезжает на французские хлеба (2010)

Шутки о болезнях, старости или недавних смертях:
- Жерар актёру, который считался мёртвым с 1985 года и который, вообще-то, продолжает сниматься (2011)
- Жерар плохому таймингу (2008)

Наконец, каждый год Ариэль Домбаль получает «Жерар» как актриса, или артистка, или режиссёр, которая «наилучшим образом использует связи её мужа», Бернар-Анри Леви, награду, которая выполняет роль running gag. Она всегда была единственным номинантом, за исключением 2012 года.

## Реакции
Через два дня после представления лауреатов 2006 года Микаэль Йун (фр. Michaël Youn) опубликовал сообщение на своём сайте: 
«В первый раз «кинопремия Жерар», новые награды, оценивающие худшую продукцию французского кино, были вручены в этом году. Таким образом, звание самого плохого актёра было присвоено комику Микаэлю Йуну (Michaël Youn) за Iznogoud. Режиссёр этого фильма, Патрик Брауде (фр. Patrick Braoudé), удостоен приза как самый плохой режиссёр и самый плохой фильм.
Слишком сильно ! Целый набор! Я не знаю, что сказать, так я волнуюсь... Вы не можете видеть этого, но там, позади экрана моего компьютера, я плачу... да, да я плачу от волнения! 3 награды за Iznogoud! Я никогда не думал, что такой плохой фильм будет так увенчан, даже за его заурядность.»
Напротив, режиссёр Давид Шарон (фр. David Charhon) пришёл забрать свой трофей самому плохому фильму 2009 года за Cyprien. В 2011 году актёр Анри Гибе (фр. Henri Guybet) прибыл, чтобы получить «Жерар актёру, которого считали мёртвым с 1985 года и который вообще-то продолжает сниматься». Команда фильма L'Absence также приехала, чтобы получить «Жерар фильму, который ты собираешься смотреть несмотря на то, что твоя тёлка тебя бросила... ты потерял твою работу... ты узнал что у тебя рак... но ты сказал: “жизнь продолжается, я иду в кино, чтобы вернуть немного радости жизни”, а затем, ты оказываешься перед твоим UGC (Union générale cinématographique), и там, в меню..»